# رئيس وزراء اليمن
رئيس مجلس الوزراء في الجمهورية اليمنية هو رأس الحكومة في البلد، ويُعين بقرار من رئيس الجمهورية، ويشغل المنصب حالياً سالم صالح سالم بن بريك الذي يرأس حكومته من العاصمة المؤقتة عدن. خُلِقَ منصب رئيس وزراء اليمن عندما اندمجت جمهورية اليمن الديمقراطية الشعبية والجمهورية العربية اليمنية في 1990.

## مهام وصلاحيات رئيس الوزراء
يبين قانون مجلس الوزراء رقم (20) لسنة 1991 م المهام والصلاحيات المخولة لرئيس الوزراء كما يلي :
1. يدير رئيس الوزراء أعمال مجلس الوزراء ويرأس اجتماعاته.
2. يحدد رئيس الوزراء مواعيد وجداول اجتماعات مجلس الوزراء ويوقع على القرارات والأوامر الصادرة من المجلس ويمثل رئيس الوزراء مجلس الوزراء في جميع الشئون الداخلية والخارجية المرتبطة بتنفيذ سياسة الدولة والمرتبطة باختصاصاتها الواردة في الدستور والقوانين.
3. يمثل رئيس الوزراء مجلس الوزراء في جميع الشئون الداخلية والخارجية المرتبطة بتنفيذ سياسة الدولة ويوقع على القرارات والأوامر الصادرة من المجلس والمرتبطة باختصاصاته الواردة في الدستور والقوانين.
4. يشرف رئيس الوزراء على تنفيذ اللوائح والقرارات والأوامر الصادرة من قبل رئيس الجمهورية والقرارات والأوامر الصادرة من مجلس الوزراء وينسق عمل الأجهزة المركزية والمحلية للدولة.
5. يحق لرئيس الوزراء في المسائل المتعلقة بتنفيذ مهام مجلس الوزراء إصدار أوامر ملزمة للوزراء والمحافظين ورؤساء الأجهزة المركزية والمحلية للدولة ويحق له أن يطلب منهم تقارير تتعلق بتنفيذ مهامهم.
6. يحق لرئيس الوزراء إيقاف تنفيذ قرارات الوزراء والمحافظين ورؤساء الأجهزة المركزية والمحلية للدولة إذا تعارضت مع سياسة الدولة وعليه أن يرفع قرار الإيقاف مسبباً خلال شهر إلى مجلس الوزراء الذي يحق له المصادقة أو التعديل أو الإلغاء.
7. يجوز لرئيس الوزراء إذا تبين أن تعاونه مع واحد من أعضاء مجلس الوزراء أو أكثر قد أصبح مستحيلاً أن يعرض الأمر على رئيس الجمهورية ليقرر ما يراه مناسباً.
8. يجوز لرئيس الوزراء في الحالات الاستثنائية التي تقتضيها ضرورة تنفيذ السياسة العامة للدولة أن يصدر القرارات والأوامر طبقاً وتنفيذاً لقوانين ولقرارات رئيس الجمهورية، وذلك قبل الموافقة عليها من قبل مجلس الوزراء ويقدمها في أول إجتماع لمجلس الوزراء وتعتبر ملغاة إذا لم يصادق عليها المجلس وتوضح اللائحة التنفيذية المعايير والضوابط المنظمة لهذه الصلاحية.
9. تصدر تحت توقيع رئيس الوزراء وثائق التفويض لأي من أعضاء مجلس الوزراء وذلك للتوقيع بالأحرف الأولى على الإتفاقيات التي تقضي المصلحة العامة الارتباط بها مع الدول الأخرى أو المنظمات أو الهيئات الدولية أو الإقليمية.

## قائمة رؤساء الوزراء
| م                            | صورة | الاسم (ولادة–وفاة)               | مدة المنصب     | مدة المنصب              | مدة المنصب        | مجلس الوزراء                                 | الحزب السياسي          | الرئيس (الفترة)                |
| م                            | صورة | الاسم (ولادة–وفاة)               | تولى المنصب    | ترك المنصب              | الفترة            | مجلس الوزراء                                 | الحزب السياسي          | الرئيس (الفترة)                |
| ---------------------------- | ---- | -------------------------------- | -------------- | ----------------------- | ----------------- | -------------------------------------------- | ---------------------- | ------------------------------ |
| 1                            |      | حيدر أبو بكر العطاس (و. 1939)    | 22 مايو 1990   | 9 مايو 1994 (عزل)       | 3 سنوات و352 أيام | - حكومة العطاس الأولى - حكومة العطاس الثانية | الحزب الاشتراكي اليمني | علي عبد الله صالح (1990–2012)  |
| 2                            |      | محمد سعيد العطار (1927–2005)     | 9 مايو 1994    | 6 أكتوبر 1994           | 150 أيام          | حكومة العطار                                 | مستقل                  | علي عبد الله صالح (1990–2012)  |
| 3                            |      | عبد العزيز عبد الغني (1939–2011) | 6 أكتوبر 1994  | 14 مايو 1997            | 2 سنوات و220 أيام | حكومة عبد العزيز عبد الغني                   | المؤتمر الشعبي العام   | علي عبد الله صالح (1990–2012)  |
| 4                            |      | فرج سعيد بن غانم (1937–2007)     | 14 مايو 1997   | 29 أبريل 1998           | 350 أيام          | حكومة فرج بن غانم                            | مستقل                  | علي عبد الله صالح (1990–2012)  |
| 5                            |      | عبد الكريم الإرياني (1934–2015)  | 29 أبريل 1998  | 31 مارس 2001            | 2 سنوات و336 أيام | حكومة الإرياني                               | المؤتمر الشعبي العام   | علي عبد الله صالح (1990–2012)  |
| 6                            |      | عبد القادر باجمال (1946–2020)    | 31 مارس 2001   | 7 أبريل 2007            | 6 سنوات و7 أيام   | - حكومة باجمال 2001 - حكومة باجمال 2003      | المؤتمر الشعبي العام   | علي عبد الله صالح (1990–2012)  |
| 7                            |      | علي محمد مجور (و. 1953)          | 7 أبريل 2007   | 10 ديسمبر 2011 (استقال) | 4 سنوات و247 أيام | حكومة علي مجور                               | المؤتمر الشعبي العام   | علي عبد الله صالح (1990–2012)  |
| 8                            |      | محمد سالم باسندوة (و. 1935)      | 10 ديسمبر 2011 | 24 سبتمبر 2014 (استقال) | 2 سنوات و288 أيام | حكومة باسندوة (إستقالت)                      | مستقل                  | عبد ربه منصور هادي (2012–2022) |
| 9                            |      | خالد محفوظ بحاح (و. 1965)        | 9 نوفمبر 2014  | 3 أبريل 2016            | 1 سنة و146 أيام   | - حكومة بحاح (إستقالت) - حكومة بحاح المصغرة  | مستقل                  | عبد ربه منصور هادي (2012–2022) |
| 10                           |      | أحمد عبيد بن دغر (و. 1952)       | 4 أبريل 2016   | 15 أكتوبر 2018          | 2 سنوات و195 أيام | حكومة بن دغر                                 | المؤتمر الشعبي العام   | عبد ربه منصور هادي (2012–2022) |
| 11                           |      | معين عبد الملك سعيد (و. 1976)    | 18 أكتوبر 2018 | 5 فبراير 2024           | 5 سنوات و110 أيام | - حكومة معين الأولى - حكومة معين الثانية     | مستقل                  | عبد ربه منصور هادي (2012–2022) |
| (11)                         |      | معين عبد الملك سعيد (و. 1976)    | 18 أكتوبر 2018 | 5 فبراير 2024           | 5 سنوات و110 أيام | - حكومة معين الأولى - حكومة معين الثانية     | مستقل                  | عبد ربه منصور هادي (2012–2022) |
| رشاد محمد العليمي (منذ 2022) |      | معين عبد الملك سعيد (و. 1976)    | 18 أكتوبر 2018 | 5 فبراير 2024           | 5 سنوات و110 أيام | - حكومة معين الأولى - حكومة معين الثانية     | مستقل                  |                                |
| 12                           |      | أحمد عوض بن مبارك (و. 1968)      | 5 فبراير 2024  | 3 مايو 2025             | 1 سنة و87 أيام    | حكومة معين الثانية                           | مستقل                  |                                |
| 13                           |      | سالم صالح سالم بن بريك           | 3 مايو 2025    | حامل المنصب             | 83 أيام           | حكومة معين الثانية                           | مستقل                  |                                |

## وصلات خارجية
- ساسة العالم-اليمن